# Knickerbocker Trust Building
Das Knickerbocker Trust Building war ein historischer Wolkenkratzer im New Yorker Stadtteil Manhattan.
Erbaut wurde das von McKim, Mead, and White entworfene Knickerbocker Trust Building 1907 bis 1909 einen Block südlich des Manhattan Life Insurance Building an der Adresse 60 Broadway. Zuvor befand sich an diesem Ort das Consolidated Exchange Building. Der Neubau war bis zu ihrer Auflösung 1912 der Hauptsitz der Knickerbocker Trust Company, welche ausschlaggebend für die Panik von 1907 verantwortlich war. Stilistisch lässt es sich in die Beaux-Arts einordnen. Mit einer Höhe von 116 Metern und 27 Etagen war es seinerzeit eines der höchsten Gebäude der Umgebung. In den 1920er Jahren wurden einige weitere Stockwerke aufgesetzt.
Nach dem Bau des Irving Trust Company Building Anfang der 1930er Jahre versank das Hochhaus in den Schluchten der umliegenden Wolkenkratzer. 1964 wurde es gemeinsam mit dem Manhattan Life Insurance Building abgerissen und durch einen Annex des Irving Trust Company Building der Adresse 1 Wallstreet ersetzt.
Das Gebäude ist nicht zu verwechseln mit dem Knickerbocker Trust Building an der Fifth Avenue Ecke 34th Street von 1904, welches ebenfalls Stanford White von McKim, Mead, and White entwarf, jedoch heute noch steht.